# 블로우 드라이
블로우 드라이(Blow Dry)는 독일에서 제작된 패디 브레스내치 감독의 2001년 드라마, 멜로/로맨스, 코미디 영화이다. 앨런 릭먼 등이 주연으로 출연하였고 러스 잭슨 등이 제작에 참여하였다.

## 출연

### 주연
- 앨런 릭먼
- 나타샤 리차드슨
- 레이첼 그리피스
- 레이첼 리 쿡
- 조쉬 하트넷
- 빌 나이

### 조연
- 워렌 클라크
- 로즈마리 해리스
- 휴 보네빌
- 하이디 클룸

## 제작진
- 공동제작: 마크 쿠퍼
- 협력프로듀서: 데이비드 브라운
- 미술: 소피 베셔
- 의상: 로지 해킷
- 배역: 게일 스티븐스